# Fête champêtre

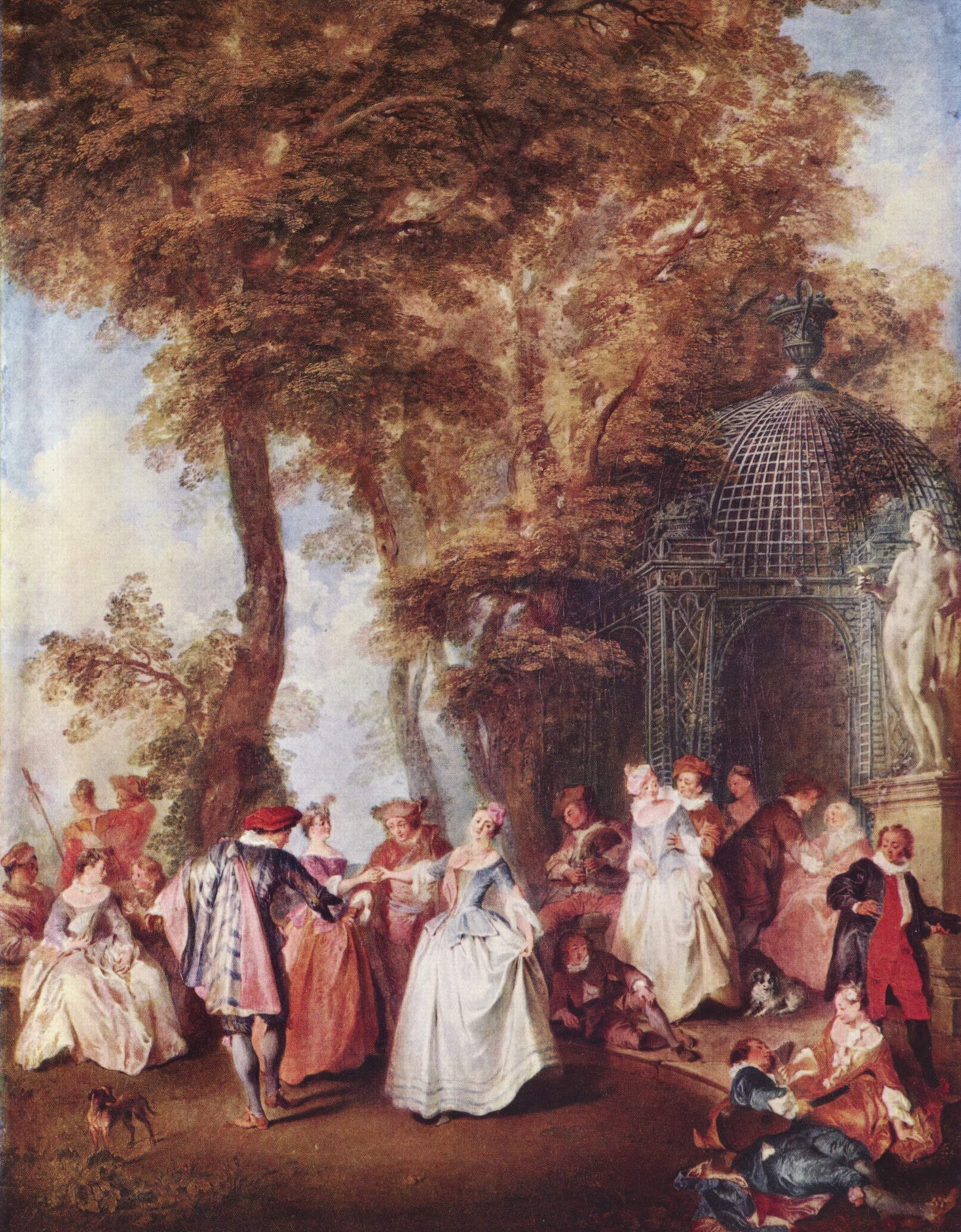
Cortigiani del XVIII secolo, in abiti stravaganti, ad una festa campestra in un parco.

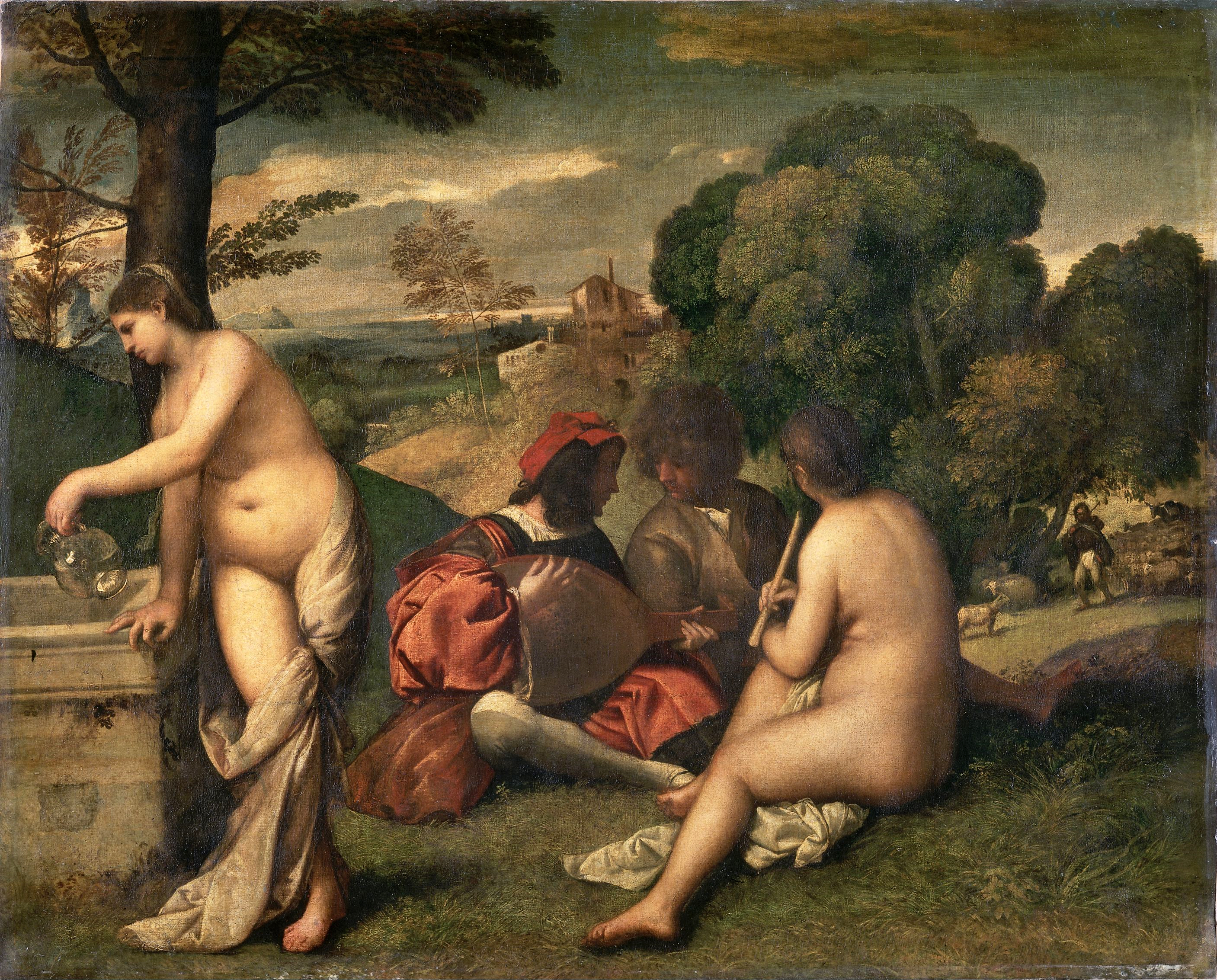
Concerto pastorale

Una fête champêtre (festa campestre) fu una particolare forma di intrattenimento, del XVIII secolo, avente la forma della festa da giardino. Questa forma fu particolarmente popolare presso la corte francese, dove nell'area del Palazzo di Versailles vennero allestiti padiglioni e templi per ospitare queste feste.
Mentre il termine deriva dall'espressione francese "festa pastorale" o "festa paesana" e in teoria era una semplice forma di intrattenimento, in pratica (in particolare nel XVIII secolo), una fête champêtre era spesso una forma molto elegante di intrattenimento che coinvolgeva, in alcune occasioni, orchestre nascoste tra gli alberi, con ospiti, a volte in costume. Così la semplicità della manifestazione era spesso artificiosa. Una fête champêtre era molto simile ad un fête galante anche se questo termine è generalmente limitato alla fête champêtre idealista, rappresentata nella pittura.
Un famoso dipinto, intitolato Concerto pastorale (come lo denomina oggi in museo del Louvre), datato intorno al 1509 e variamente attribuito a Giorgione, Tiziano e Sebastiano del Piombo, era un pempo denominato Fête champêtre quando andò a far parte della collezione del Louvre. Il titolo è un po' 'fuorviante, in quanto il quadro più probabile rappresenta un soggetto mitologico, la cui precisa identificazione ha creato enormi difficoltà agli storici dell'arte.

## Galleria d'immagini

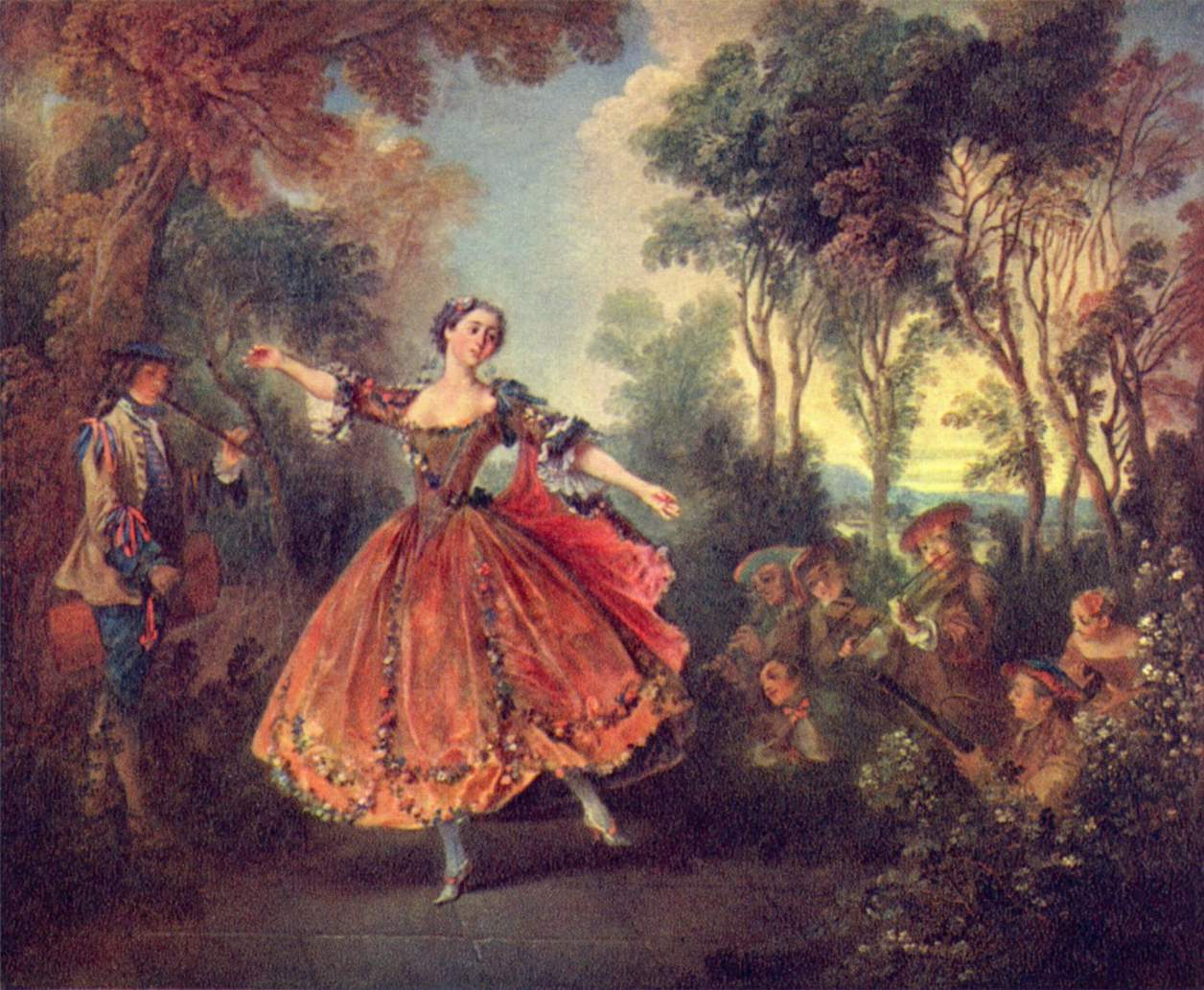
Nicolas Lancret, La Camargo dansant
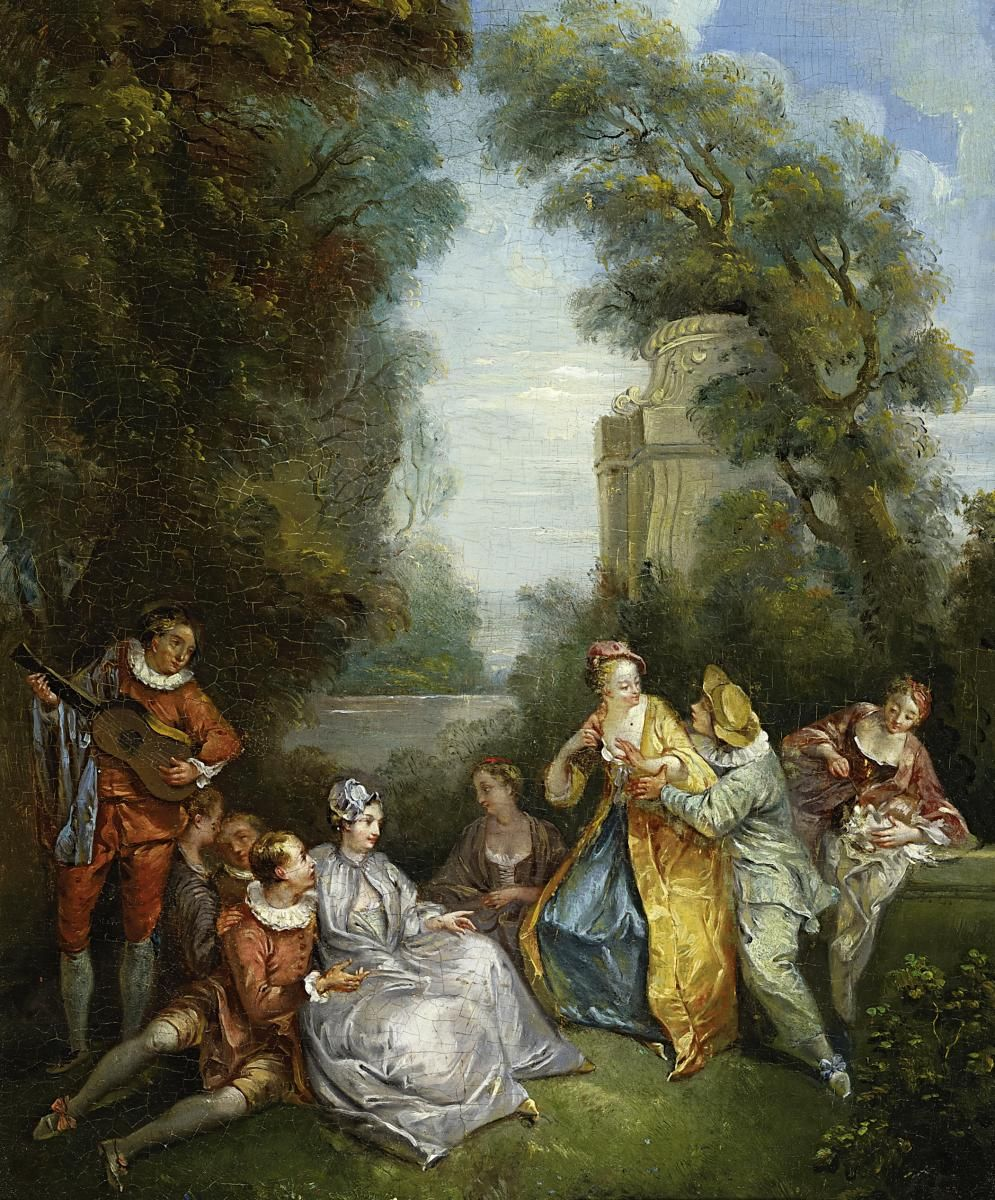
Bottega di Lancret, Danse dans un parc
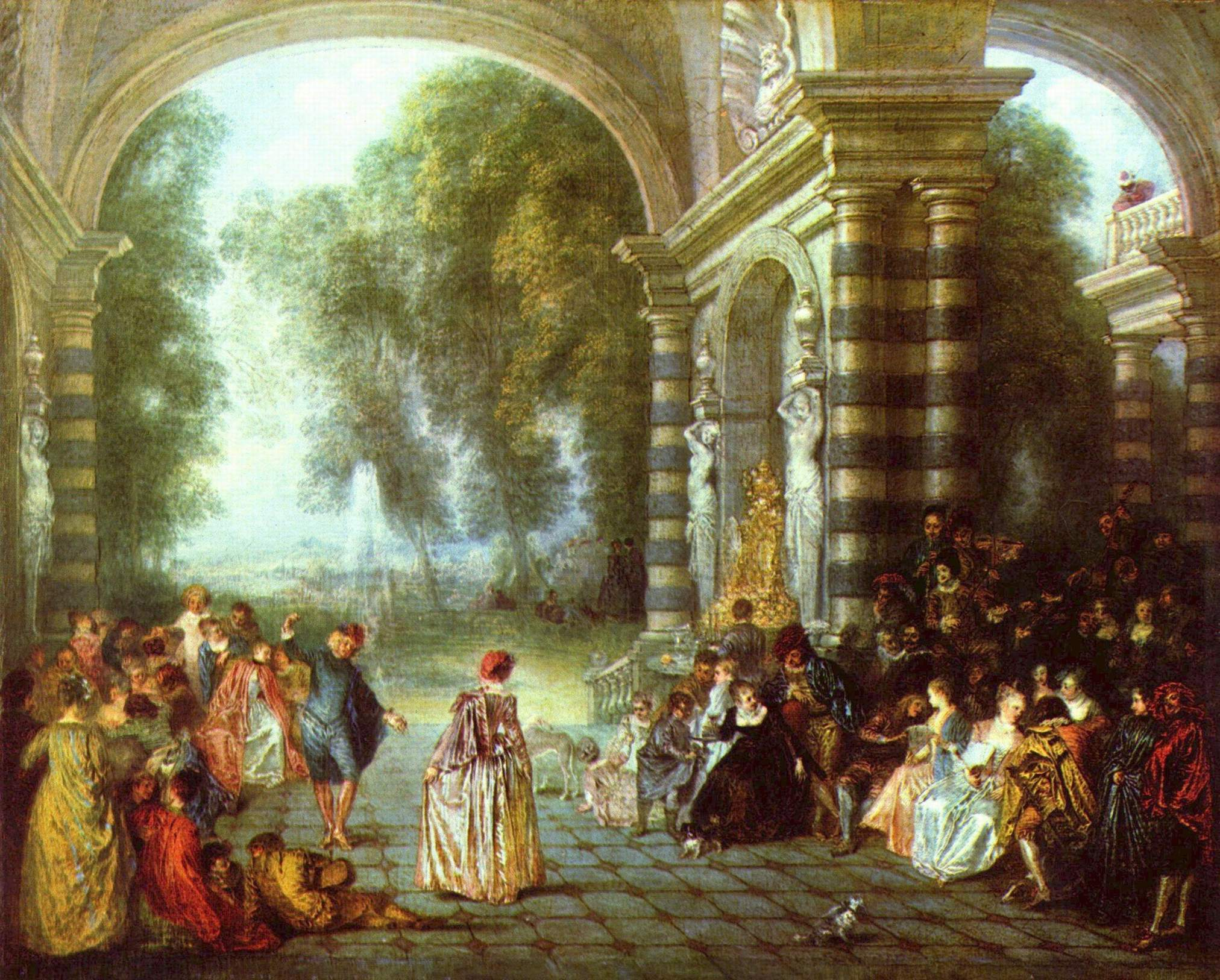
Antoine Watteau, Les Plaisirs du bal
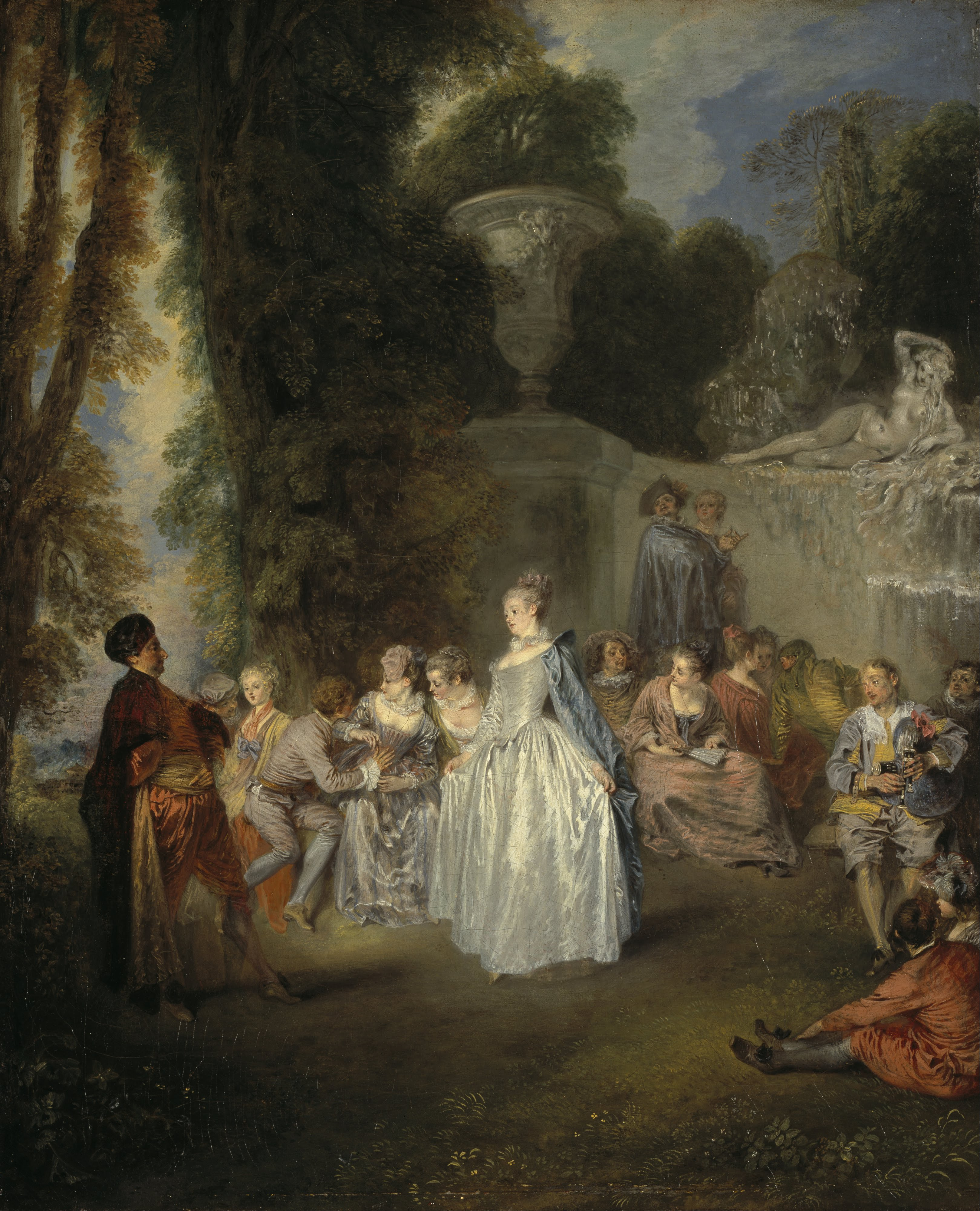
Antoine Watteau, Fêtes vénitiennes
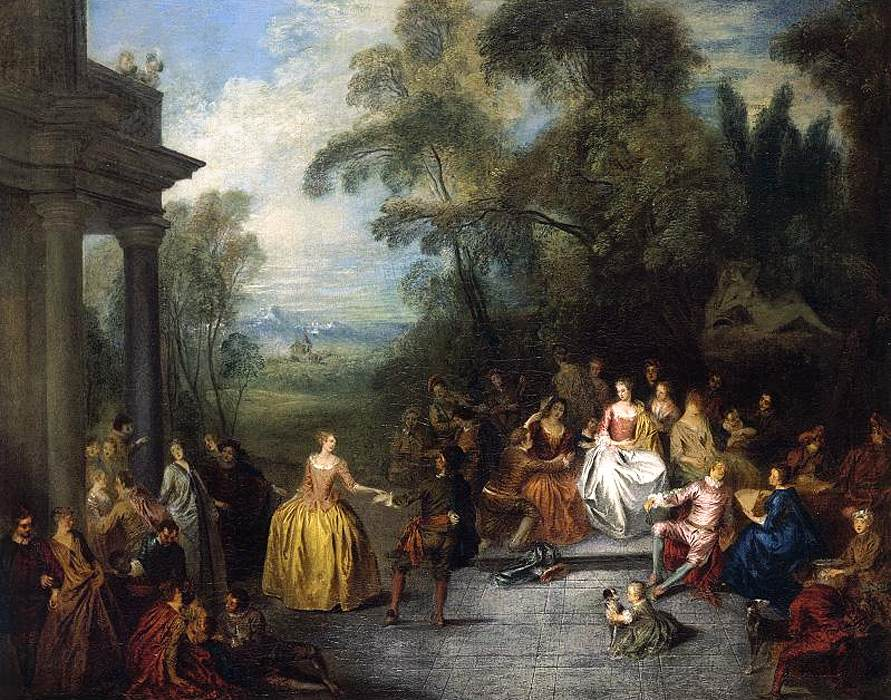
Jean-Baptiste Pater, Fête Champêtre